# Benedicto Kiwanuka
Pour les articles homonymes, voir Kiwanuka.
 (mai 2019).
Si vous disposez d'ouvrages ou d'articles de référence ou si vous connaissez des sites web de qualité traitant du thème abordé ici, merci de compléter l'article en donnant les références utiles à sa vérifiabilité et en les liant à la section « Notes et références ».
Benedicto Kiwanuka (né le 8 mai 1922 - mort le 22 septembre 1972) était un homme politique ougandais qui fut le premier ministre de son pays du 2 juillet 1961 au 30 avril 1962, pendant la période de transition entre la colonisation britannique et l'indépendance.

## Biographie
Avocat de formation, il est reçu au barreau de Londres en 1956. Leader du Parti démocrate, il est élu premier ministre par le Parlement le 1er mars 1962. Il est remplacé par Milton Obote (Congrès du peuple ougandais) après les élections d'avril 1962. 
Sous la présidence de Milton Obote, il est emprisonné à partir de 1969, puis libéré lors de la prise du pouvoir par Idi Amin. Celui-ci le nomme président de la Cour suprême (Chief Justice) le 27 juin 1971. Kiwanuka conteste les violations de l'état de droit commises sous le régime d'Idi Amin, qui finit par le faire arrêter après la tentative de coup d'État de Milton Obote, puis par le faire torturer et assassiner en septembre 1972.